# Franciszek Niklewicz
Franciszek Niklewicz (ur. 13 października 1880 w Pięczkowie, zm. około 1945 roku w USA) – badacz dziejów Polonii amerykańskiej. 

## Życiorys
Pochodził z rodziny chłopskiej, był samoukiem. Od 1893 przebywał w USA. Jest autorem licznych prac z historii polskiej emigracji w Ameryce. 

## Wybrane publikacje
- Przewodnik polsko-amerykański, Milwaukee, Wis. 1923.
- Historya Polaków w Green Bay i okolicy, Green Bay, Wis. 1937.
- Polacy w Stanach Zjednoczonych, Green Bay, Wis. 1937.
- Historja pierwszej parafii polskiej w Ameryce, Green Bay, Wis 1938.
- Historja Polaków w stanie Illinois, Green Bay, Wis. 1938.